# Kita-ku (Niigata)
Kita-ku (北区?) è uno degli otto quartieri amministrativi della città di Niigata, in Giappone.